# Domeniko
Domeniko è un villaggio nella prefettura di Larissa. Si trova nel Nord-Ovest della prefettura, ad un'altitudine di 280 metri. La sua distanza dalla capitale del comune, Elassona, è 11 kilometri, mentre dista da Atene 409 kilometri. Secondo il censimento del 2001, la popolazione locale è di 677 abitanti.
Nell'antichità, nello stesso luogo sorgeva la città Chiretiae (in greco Χυρετίαι?). Il villaggio è noto anche per l'omonimo eccidio, commesso dalle Forze Armate italiane, tra il 16 e il 17 febbraio 1943. I soldati italiani distrussero il villaggio e uccisero 150 abitanti come rappresaglia all'attacco fatto dai partigiani greci dell'ΕΛΑΣ la mattina del 16 febbraio 1943. Il villaggio di Domeniko fa parte della Commissione dei villaggi e città martiri di Grecia.